# Muscari dolichanthum
Muscari dolichanthum är en sparrisväxtart som beskrevs av Jurij Nikolajevitj Voronov och Tron. Muscari dolichanthum ingår i släktet pärlhyacinter, och familjen sparrisväxter. Inga underarter finns listade i Catalogue of Life.